# Синагога Золотницького
Синагога Золотницького — пам'ятка архітектури місцевого значення у Ніжині. Наразі тут розміщується центр надання адміністративних послуг.

## Історія
Спочатку об'єкт було внесено до «списку пам'яток архітектури нововиявлених» під назвою «Синагога Золотницького», але з адресою Яворського будинок № 5.
Наказом Міністерства культури і туризму від 21.12.2012 № 1566 надано статус «пам'ятник архітектури місцевого значення» з охоронним № 10062-Чр під назвою «Синагога Золотницького».

## Опис
Синагога Золотницького — цікавий приклад сакральної юдейської архітектури Ніжина початку ХХ століття.
Будинок синагоги збудований у 1910-і роки коштом ніжинського підприємця та мецената Хаїма Абрамовича Золотницького. Тут розміщувалися центральна синагога та державний штат рабинів, тут зустрічалися з офіційними представниками влади, інвентаризація майна юдейської громади, загальні збори, на яких були присутні представники молитовних будинків та шкіл. За даними М. Меня, синагога була відкрита в період 1922—1929 років — постановою окружного виконкому від 2 грудня 1928 року було закрито 2 церкви та 2 синагоги. Реакцією на цю постанову, 14 грудня 1929 року в газеті «Нове село» вийшла стаття під назвою «Синагоги під культурні установи».
Одноповерховий, дерев'яний, обкладений цеглою на цегляному фундаменті, прямокутний у плані будинок з дерев'яною верандою (з боку південного торця). Планування комбіноване — анфіладне та коридорне. Головний фасад 6-віконний спрямований на схід до вулиці Яворського. Молитовна зала орієнтована на вулицю і має 4 вікна. Інші кімнати приблизно вдвічі менше за площею, кожна з них має по одному або два віконні отвори. Будинок зберігся майже без перебудов.
Фасад розчленовують пілястри (наростають до карнизу), вікна увінчані прямими сандриками, нішами, багатогранним карнизом, що вінчає. Прикрашений орнаментальною цегляною кладкою — профільованою і простою цеглою. Двері вхідні дерев'яні фільончасті.
Наразі тут розміщується центр надання адміністративних послуг.